# 瓦加曼 (路易斯安那州)
瓦加曼（英語：Waggaman）是位於美國路易斯安那州傑佛遜堂區的一個普查規定居民點。

## 人口
根據2020年美國人口普查的數據，瓦加曼的面積為17.00平方千米，當中陸地面積為14.85平方千米，而水域面積為2.15平方千米。當地共有人口9835人，而人口密度為每平方千米578.53人。